# Restituta Joseph
Restituta Joseph Kemi (Singida, 30 luglio 1971) è un'ex mezzofondista e maratoneta tanzaniana.

## Biografia
Joseph ha esordito con la nazionale tanzaniana ai Giochi olimpici di Atlanta 1996, nell'arco della sua carriera ha preso parte alle due successive edizioni delle Olimpiadi a Sydney 2000 e ad Atene 2004, essendo portabandiera della delegazione nazionale in entrambe le occorrenze. Si è distinta nella pratica del mezzofondo e conseguentemente della corsa campestre, adattandosi verso la fine della carriera a gareggiare su distanze più elevate, soprattutto dopo lo iato tra il 2005 ed il 2010.
Uniche medaglie internazionali conquistate da Joseph sono quelle ai Giochi mondiali militari nei 5000 metri piani nelle edizioni del 1999 e del 2003.

## Palmarès
| Anno | Manifestazione                   | Sede         | Evento        | Risultato | Prestazione | Note |
| ---- | -------------------------------- | ------------ | ------------- | --------- | ----------- | ---- |
| 1996 | Giochi olimpici                  | Atlanta      | 800 m piani   | Batteria  | 2'08"31     |      |
| 1997 | Mondiali                         | Atene        | 5000 m piani  | Batteria  | 15'55"22    |      |
| 1998 | Mondiali di cross                | Marrakech    | Corsa breve   | 5ª        | 12'46"      |      |
| 1998 | Mondiali di cross                | Marrakech    | Corsa lunga   | 17ª       | 27'00"      |      |
| 1998 | Giochi del Commonwealth          | Kuala Lumpur | 5000 m piani  | 4ª        | 15'59"15    |      |
| 1999 | Mondiali di cross                | Belfast      | Corsa breve   | 5ª        | 15'31"      |      |
| 1999 | Mondiali di cross                | Belfast      | Corsa lunga   | 12ª       | 29'07"      |      |
| 1999 | Giochi mondiali militari         | Zagabria     | 5000 m piani  | Oro       | 15'31"49    |      |
| 1999 | Mondiali                         | Siviglia     | 10000 m piani | 13ª       | 32'20"26    |      |
| 2000 | Mondiali di cross                | Vilamoura    | Corsa breve   | 24ª       | 13'34"      |      |
| 2000 | Mondiali di cross                | Vilamoura    | Corsa lunga   | 22ª       | 27"23"      |      |
| 2000 | Campionati africani              | Algeri       | 5000 m piani  | 5ª        | 16'09"65    |      |
| 2000 | Giochi olimpici                  | Sydney       | 1500 m piani  | dns       | dns         |      |
| 2000 | Giochi olimpici                  | Sydney       | 10000 m piani | Batteria  | 33'12"18    |      |
| 2001 | Mondiali di cross                | Ostenda      | Corsa breve   | 24ª       | 15'43"      |      |
| 2001 | Mondiali di cross                | Ostenda      | Corsa lunga   | 13ª       | 29'35"      |      |
| 2001 | Mondiali                         | Edmonton     | 5000 m piani  | Batteria  | 15'33"93    |      |
| 2001 | Mondiali mezza maratona          | Bristol      | Individuale   | 15ª       | 1h10'43"    |      |
| 2002 | Giochi del Commonwealth          | Manchester   | 5000 m piani  | 7ª        | 15'33"07    |      |
| 2003 | Campionati dell'Africa orientale | Zanzibar     | 5000 m piani  | Oro       | 16'13"0     |      |
| 2003 | Mondiali                         | Saint-Denis  | 5000 m piani  | Batteria  | 15'10"54    |      |
| 2003 | Giochi mondiali militari         | Catania      | 5000 m piani  | Bronzo    | 15'19"53    |      |
| 2004 | Mondiali di cross                | Bruxelles    | Corsa lunga   | 81ª       | 31'27"      |      |
| 2004 | Giochi olimpici                  | Atene        | 5000 m piani  | Batteria  | 15'45"11    |      |
| 2010 | Campionati africani              | Nairobi      | 10000 m piani | 7ª        | 34'06"42    |      |
| 2010 | Giochi del Commonwealth          | Nuova Delhi  | Maratona      | 10ª       | 2h57'36"    |      |